# Priesterseminar St. Ludgerus Bochum
Das Priesterseminar St. Ludgerus Bochum-Querenburg war die Ausbildungsstätte des römisch-katholischen Bistums Essen für Priesteramtskandidaten. Das Gebäude und der umgebende Garten sind seit 2023 unter der Nummer A709 in die Denkmalliste der Stadt Bochum eingetragen.

## Geschichte
Bei der Gründung des Bistums Essen war es nötig, einen eigenen Ort für die Priesterausbildung zu schaffen. Daher wurde von 1959 bis 1962 am nordwestlichen Rand von Essen-Werden auf dem Gelände der Villa Hirschland an den Hängen des Ruhrtales das Priesterseminar St. Ludgerus erbaut.
Nach Gründung der Ruhr-Universität Bochum wurde der akademische Teil der Ausbildung dort bestritten. Für die Priesteramtskandidaten wurde am Südost-Hang des Kalwes unweit der Universität in den Jahren 1966 bis 1968 ein Konvikt errichtet, das so genannte Bischöfliche Studienkolleg. Nach Abschluss ihrer Universitätsausbildung zogen die Priesteramtskandidaten zur Aufnahme ihrer weiteren Ausbildung zum Diakon und mit dem Ziel der Priesterweihe nach Essen-Werden um.
Im Zuge stark sinkender Anwärterzahlen auf den Priesterberuf wurde 1992 der Beschluss gefasst die Einrichtungen aus Werden und Bochum im Gebäude in Bochum-Querenburg zusammenzufassen. Der Umzug der Kandidaten nach dem universitären Abschluss wurde damit ab 1994 entbehrlich. A
Nachdem die Zahl der Anwärter in den folgenden zwei Jahrzehnten weiter gesunken war, entschied das Bistum Essen 2012 das Priesterseminar nach Münster zu verlegen und in das dortige Collegium Borromaeum des Bistums Münster einzugliedern. Das Haus in Bochum wurde damit überflüssig.

## Gebäude
Die Planungen für den Bau begannen im Jahr 1965, Architekt war Diözesanbaumeister Eberhard Michael Kleffner.
Aus der Denkmalbegründung:

„Das Bochumer Studienkolleg St. Ludgerus ist als katholisches Studienkolleg und späteres Priesterseminar des Ruhrbistums Essen bedeutend für die Geschichte des Menschen im Ruhrbistum Essen und aufgrund seiner Sonderstellung als Neubau nach dem Zweiten Vatikanischen Konzil (im Gegensatz zu den älteren Universitäts- und Bistumsstädten) überregional bedeutend.“

## Heutige Nutzung
Im Sommer 2013 übernahm das Akademische Förderungswerk Bochum (Akafö) das ehemalige Priesterseminar, um es als Wohnheim für Studierende der Bochumer Hochschulen zu nutzen. Zeitweise diente es ab 2015 auch der Stadt Bochum als Flüchtlingsheim.
Nach einer Zeit des Leerstands hat ein privater Investor das Haus im Sommer 2025 vom Akafö übernommen und plant die Sanierung des Hauses, um es wieder als Wohnheim für Studierende zu nutzen.